# Tarrafal
Tarrafal is een van de 22 gemeentes van Kaapverdië. Het ligt in het noorden van het eiland Santiago.

## Geografie
Trarrafal heeft twee bergketens, in het noorden de Monte Graciosa met 642 meter en in het zuiden de Serra Malagueta met 1063 meter.

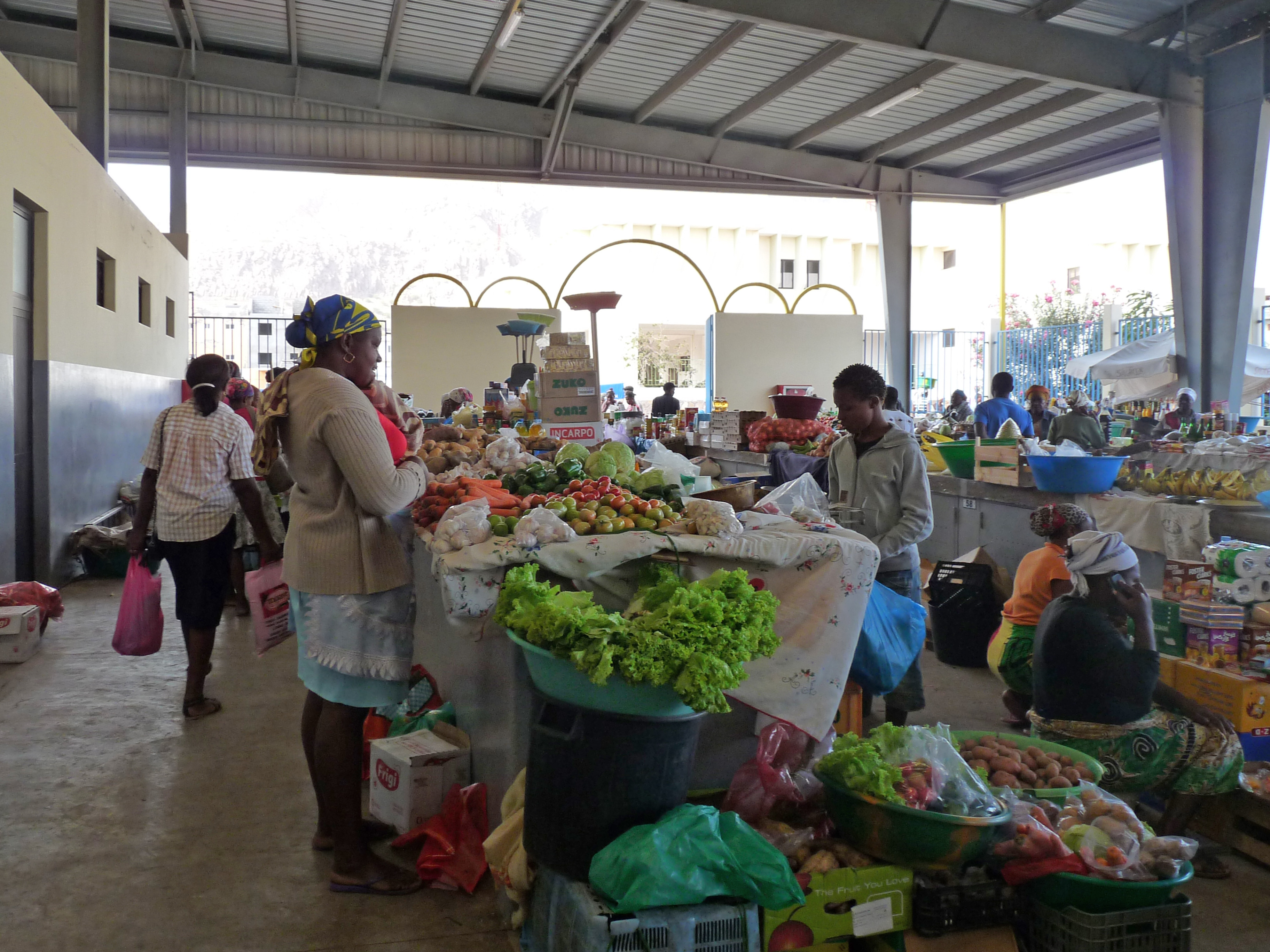
Tarrafal, Mercado municipal

## Politiek
Kaapverdië wordt op gemeentelijk niveau, net als op landelijk niveau, beheerst door twee partijen: aan de linkerzijde de PAICV en aan de rechterzijde de MpD.
De Gemeentelijke Vergadering (in het Portugees: Assembleia Municipal) van de gemeente Tarrafal bestaat nu uit 17 leden. Hiervan zijn 8 leden afgevaardigd door de PAICV en 9 leden door de MpD.. Het gemeentebestuur (câmara) bestaat uit 7 MpD-leden.

### Uitslagen van de gemeenteraadsverkiezingen
Elke 4 jaar vinden op dezelfde dag de verkiezingen plaats, zowel voor de Gemeentelijke Vergadering als voor het gemeentebestuur.

#### Gemeentelijke Vergadering
|         | 2004 % | 2004 zetels | 2008 % | 2008 zetels | 2012 % | 2012 zetels |
| ------- | ------ | ----------- | ------ | ----------- | ------ | ----------- |
| PAICV   | 21,27  | 4           | 28,8   | -           | 43,7   | 8           |
| MpD     | 68,82  | 12          | 66,0   | -           | 53,0   | 9           |
| PCD-PRD | 9,90   | 0           | -      | -           | -      | -           |

#### Gemeentebestuur
|         | 2004 % | 2004 zetels | 2008 % | 2008 zetels | 2012 % | 2012 zetels |
| ------- | ------ | ----------- | ------ | ----------- | ------ | ----------- |
| PAICV   | 22,06  | 0           | 28,8   | -           | 44,2   | 0           |
| MpD     | 70,14  | 7           | 67,8   | -           | 52,8   | 7           |
| PCD-PRD | 7,80   | 0           | -      | -           | -      | -           |

## Economie
In de stad van Tarrafal zijn de belangrijkste economische activiteiten landbouw, veeteelt, visserij, toerisme, bouw en alle activiteiten die verband houden met handel, diensten en kleine industrieën. Bijna alle vissers maken gebruik van kleine bootjes. De vis wordt vrijwel uitsluitend verkocht in de gemeente. In de landbouw wordt gebruikgemaakt van irrigatie.